# 기원전 66년

## 연호
- 전한(前漢) 지절(地節) 4년

## 기년
- 전한(前漢) 선제(宣帝) 8년

## 탄생
- 백제(百濟)의 왕비(王妃) 소서노(召西奴)